# Dârâ Shikôh
Pour les articles homonymes, voir Dara.
Mohammad Dārā Shikōh (persan : داراشكوه) ou Dārā Shukōh (20 mars 1615 - 30 août 1659) est le fils aîné de l’empereur moghol Shah Jahan et de Mumtaz Mahal, et l'arrière petit-fils de l'empereur Akbar. Son nom peut être traduit par « possesseur de la gloire ». Il est le favori à la succession de son père, mais est battu et défait par son jeune frère Aurangzeb au cours d’une guerre pour le trône des Moghols. Il était également très proche de sa sœur aîné, Jahanara Begum,
Personnage tourné vers la spiritualité et désireux de jeter des ponts entre l'hindouisme et l'islam, il est l'auteur d'une œuvre importante, dans laquelle figurent au premier plan la traduction en persan de cinquante Upanishad, intitulée Sirr-e Akbar (« le plus grand mystère »), et le Majma' al-bahrayn, « Confluent des deux océans », ouvrage qui cherche les convergences entre hindouisme et islam.

## Quel nom?
En persan, on ne note pas les voyelles brèves (en l'occurrence, celle qui suit la lettre shîn). Dans le composé « Dârâ Shikôh », le deuxième terme est donc écrit SHKôH. Or ce mot peut recevoir la voyelle « i » ou la voyelle « u » et donc être translittéré de deux manières : « shikoh » ou « shukoh ». Le premier mot signifie « terreur », le second « majesté, grandeur, merveille »; quant à Dârâ, il est peut être traduit par possesseur ou par Darius. Ebban Koch note que selon la translittération choisie, le nom se traduit soit par « De la Terreur de Darius » ou « De la Grandeur de Darius », et que l'on trouve les deux usages dans la littérature. Pour Supriya Gandhi, la prononciation Shukoh est plus proche du nom tel qu'on le connaissait au XVIIe siècle (raison pour laquelle elle retient cette translittération dans le titre de son livre), même si aujourd'hui, le nom est le plus souvent translittéré Shikoh. Tout comme Gandhi, Koch penche plus volontiers pour Shukoh (même si le titre de son livre retient Shikoh pour des raisons pratiques).
Koch relève aussi que le choix du nom Dara, d'après un roi de la Perse antique, révèle l'intérêt porté à la notion perse de la royauté par Shah Jahan, un modèle qui a joué un rôle important dans la compréhension et la représentation de soi de la dynastie moghole.

## Biographie
Deuxième enfant mais premier fils de l'empereur Shah Jahan et de Mumtaz Mahal, Dara Shikoh reçoit de la part de son grand-père Jahângir le surnom de « Première rose de la roseraie impériale »; c'est lui aussi qui lui donne son nom. Il note par ailleurs dans son journal: « La nuit précédente (...) un fils est né dans la maison de [Shah Jahan]. Je l'ai appelé Dara-Shukoh. Espérons qu'il apportera à son père la bonne fortune dans cet État éternel. »

### Éducation
L'éducation de Dara est celle réservée aux princes moghols: étude du Coran et des Hadith. Cependant, très jeune, Dara fait preuve d'indépendance d'esprit, remettant en question les commentaires des écoles orthodoxes. Il s'initie à la calligraphie, qu'il maîtrise bientôt parfaitement (A. Schimmel parle de ses « exquises » calligraphies), ainsi qu'au maniement des armes. De langue maternelle persane, il maîtrise aussi le hindi et l'arabe, et la qualité de sa traduction persane des Upanishad atteste d'une très bonne connaissance du sanskrit.
Son précepteur, Mollâ 'Abdol Latîf-e Soltânpûri développa chez le jeune garçon l'intérêt pour la métaphysique.

### Vie privée et publique
En 1632, Dara épouse sa cousine Nadira Banu Begum (en). Elle lui donne un enfant en 1634, mais celui-ci meurt après quelques mois. Ce sera un tel choc pour Dara qu'il tombe dans un état de profonde dépression. Désemparé, son père décide de l'emmener à Lahore voir le maître soufi Miyan Mir, maître de la confrériie soufie de la Qadiriyya. C'est une rencontre très importante pour Dara qui devient son disciple.
En 1633, il entame sa carrière militaire et il est fait prince héritier deux ans plus tard. Cependant les campagnes militaires qu'il mène se soldent par des échecs.
En 1657, la maladie de Shah Jahan entraîne une lutte de pouvoir entre ses quatre fils. Les frères de Dara (en particulier Aurangzeb, son principal rival) redoutent que celui-ci ne mette à profit cette maladie pour reprendre le pouvoir. Malgré un soutien important de Shah Jahan, qui s’est suffisamment rétabli pour rester un facteur de poids dans la lutte pour la suprématie, et des victoires sur Shah Shuja (qui s'est entre-temps proclamé empereur), Dara est défait par Aurangzeb à la bataille de Samugarh (en), près d’Agra, le 8 juin 1658. Il tente de trouver des soutiens après cette défaite, et trouve refuge chez Malik Jiwan, un chef baloutche, qu’il a jadis sauvé de la colère de Shah Jahan. Mais Malik trahit Dara et le livre à Aurangzeb. Promené enchaîné dans les rues de la capitale, il est d’abord gardé prisonnier, puis assassiné par des hommes qui recherchent la faveur d’Aurangzeb. On dit qu’Aurangzeb aurait décapité le cadavre de Dara Shikoh et fait envoyer sa tête à leur père. Apôtre de la tolérance et de la réconciliation, Dara meurt ainsi en martyr.

### Sépulture

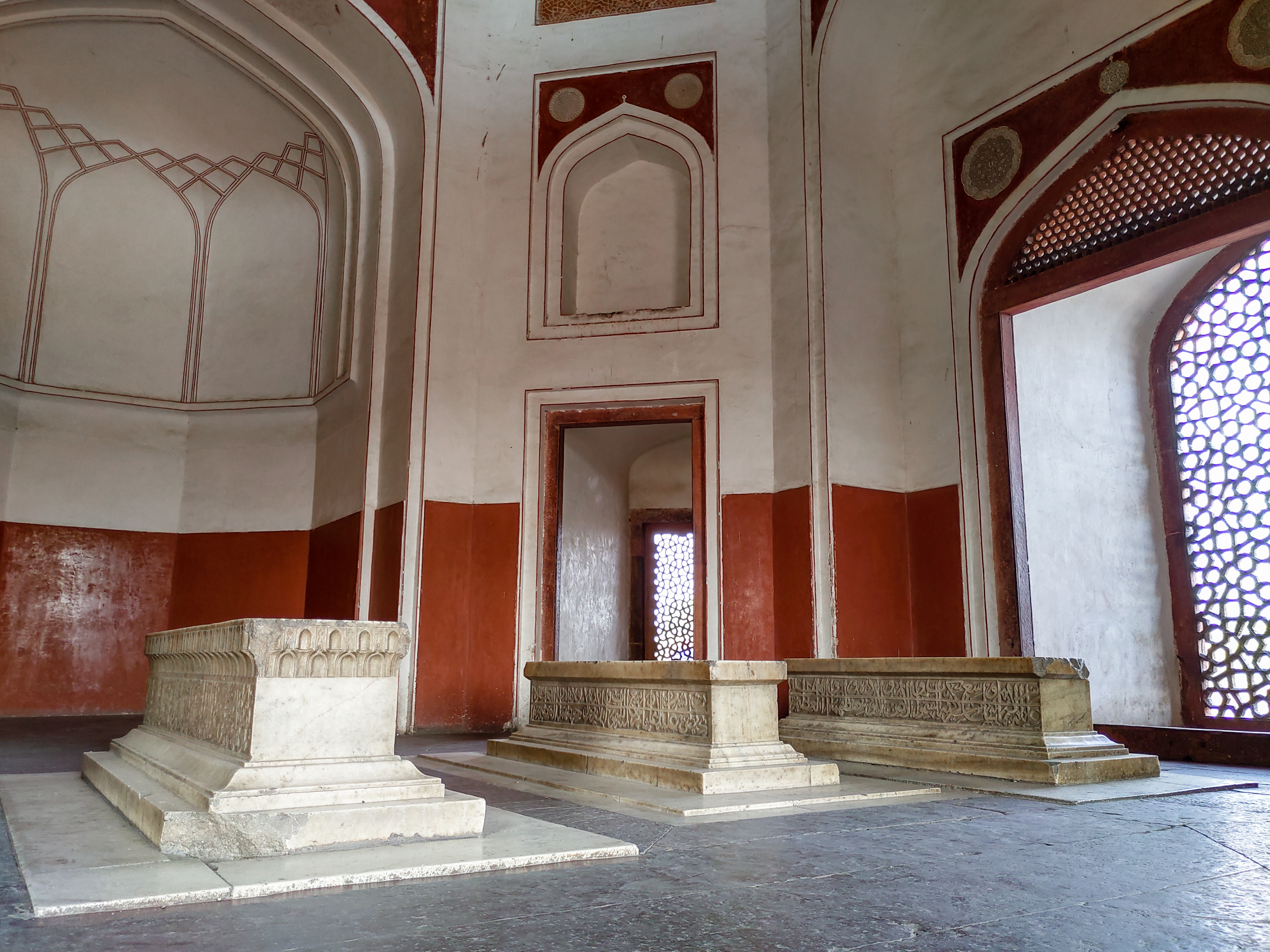
L'un de ces trois monuments marquerait la tombe de Dara Shikoh.

Son tombeau se trouve sans nul doute dans la tombe de Humayun, à Delhi. En effet, selon la chercheuse Supriya Gandhi, les sources sont unanimes: Shikoh a été enterré dans ce monument, mais sans pour autant qu'on lui accorde toilette des morts et rites funéraires propres à l'islam, pas plus qu'une tombe marquée à son nom. Et comme aucune inscription n'identifie sa pierre tombale, il n'y a pas de consensus autour de son emplacement exact dans le mausolée (qui compte 140 tombes réparties dans 120 chambres funéraires). Et ce même si un groupe d'archéologues commissionnés par l'Archaeological Survey of India a affirmé, en 2020, l'avoir localisée clairement.

## Chemin spirituel
Très tôt, Dara fréquente des sages tant hindous que musulmans. Il est attiré par le soufisme, mais au lieu de se tourner vers la grande confrérie Chishtiyya, il est séduit par la Qadiriyya, dont le grand représentant en Inde est alors Miyan Mir de Lahore. C'est Mollâ Shâh Badakhshâni (en) un disciple (et futur successeur) de Miyan Mir qui l'introduit auprès de ce dernier. Shâh Badakhshâni va devenir son mentor spirituel de ce jeune prince âgé. Auprès de lui, il s'initie aux techniques du souffle, et à l'invocation du nom de Dieu (« dikhr »).
Toutefois, Dara Shikoh ne se limite pas à l'islam: il s'ouvre à l'étude des autres religions, et fait preuve d'un goût vif pour ce sujet. À côté de cela, il s'intéresse aussi à la philosophie comparée, comme son grand-père. Il affirme avoir étudié non seulement les traités du soufisme, mais aussi la Torah, les Évangiles et les Psaumes, car il a soif d'unité. C'est pourquoi il a souhaité étudier tous les livres divins, car c'est en eux que le verbe divin est « l'interprète de son propre mystère ».

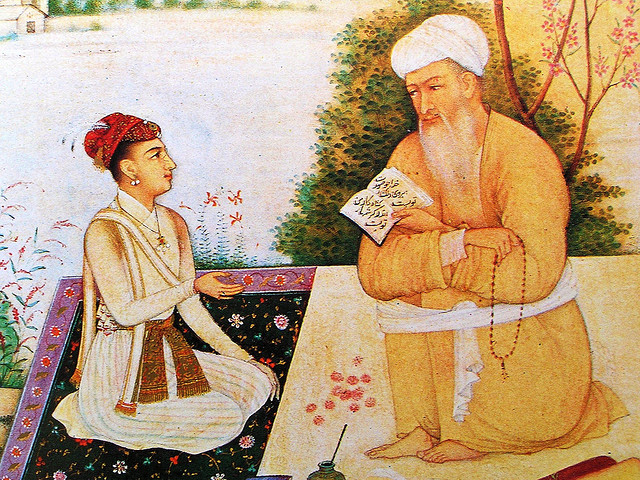
Dara Shikoh et son maître Miyan Mir

Il va également se rendre auprès de sages hindous, parmi lesquels Baba La'l Das (membre du mouvement des Kabir panthi), et les discussions qu'il a avec lui montrent son vif intérêt pour la question d'un langage mystique commun entre hindouisme et islam. Un autre sage hindou, Jagannâth Mis'ra, qui était aussi à la cour de Shâh Jahân, lui aurait suggéré de procéder à un rapprochement entre l'hindouisme et l'islam.

## Activité spirituelle et littéraire
Dara Shikoh était un intellectuel soufi doux et pieux. Il favorisa la tolérance religieuse et la coexistence entre hindous et musulmans. Beaucoup d’historiens ont spéculé combien l’Inde aurait été différente s’il avait eu l’avantage sur son frère, le très rigoriste Aurangzeb.[réf. nécessaire]
Il était un disciple du saint soufi qadiri de Lahore, Miyan Mir, et de son successeur Mollah Shah Badakhshi. Il consacra beaucoup d’efforts à trouver un langage mystique commun entre islam et hindouisme. C'est à cette fin qu'il traduisit du sanskrit en persan cinquante Upaniṣad, afin que celles-ci soient accessibles aux lettrés musulmans.
Le Majma' al-Bahrayn (Le confluent des deux océans), sans doute son œuvre la plus connue, est également consacrée aux points communs entre le soufisme et le monothéisme hindou.

## Œuvres

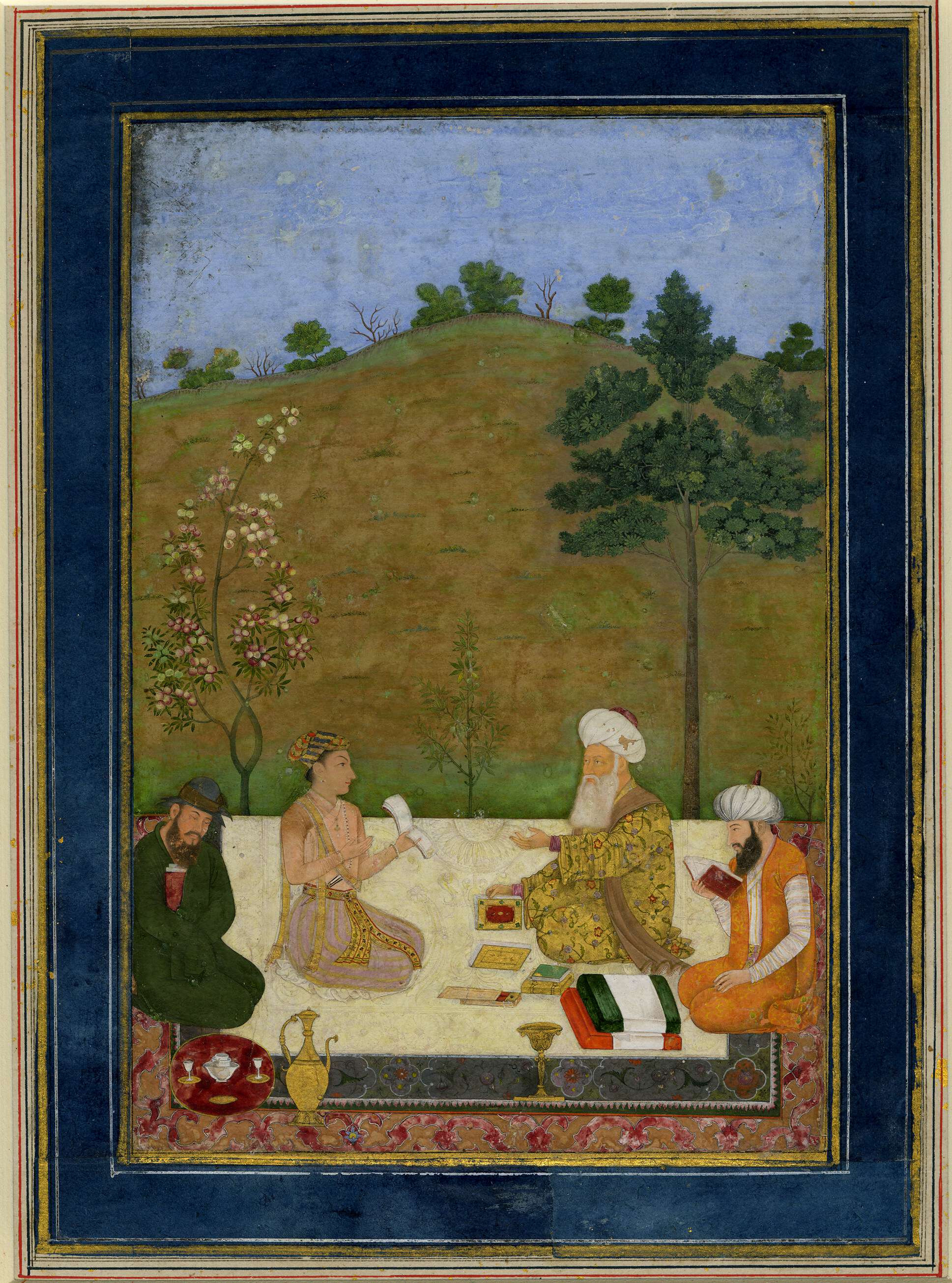
Dara Shikoh avec trois sages. Vers 1650; papier peint. British Museum.

On doit à Dara Shikoh neuf ouvrages (en persan), dont les deux tiers sont consacrés à la littérature et aux auteurs soufis. Les trois derniers sont consacrés à l'étude d'autres religions, en particulier de l'hindouisme: il traduit des textes en sanskrit et s'intéresse à la religion comparée, avec des comparaisons entre l'islam et l'hindouisme.

### Littérature soufie
Le premier, Safinat al-awliyâ (« Le navire des saints », 1640), est consacré aux ordres soufis et réunit des biographies de saints personnages. Le livre s'appuie sur l'œuvre de Abd al-Raḥmân Djâmî et il a été terminé le 27 de Ramadân 1049 A.H. (21 janvier 1640), une date importante pour Dara car elle correspond à sa première expérience d'illumination, durant la Laylat al- Qadr ou « nuit du destin », le 27 de Ramadân 1040 A.H. (29 avril 1630). Le livre contient aussi la biographie de femmes saintes, ainsi que des quatre califes bien guidés, des douze imâms shiites ainsi que des fondateurs des quatre écoles juridiques. Cela marque son ouverture face aux différents courants de l'islam.
En 1642, Sakinat al-awliyâ (« La divine présence des saints ») est consacré exclusivement aux maîtres de la Qadiriyya à Lahore. L'auteur y exprime sa dévotion envers  Miyan Mir et sa sœur, Bibi Jamâl, ainis que le successeur de Miyan Mir, qui avait introduit Sara et sa sœur Jahanara dans la Qadiriyya. Le livre fournit des informations très intéressantes et de première main sur les traditions et la vie mystique à Lahore et au Cachemire.
L'attribution de Tariqat al-haqiqa (« les voies de la vérité ») à Dara n'est pas certaine. Le livre pourrait avoir été écrit après les deux premiers. Il présente les stations (manzil) de la gnose soufie, dans une langue qui mêle prose et poésie; la majeure partie de ses citations proviennent de Rûmi. La Risâla-ye haqqnomâ (« Traité sur la boussole de la vérité », 1646) est consacrée aux pratiques soufies et aux exercices physiques (respiration, etc.), ainsi qu'à des questions métaphysiques du soufisme,. Selon A. Schimmel, il s'agit de l'une de ses études les plus marquantes sur le soufisme, dans la veine d'Ibn Arabi, dont la philosophie du wahdat al-wujud (« Unicité de l'être »)  exerça une grande influence sur Dara Shikoh. Celui-ci voyait d'ailleurs dans ce court ouvrage, qui les différents stades de la conscience humaine dans les quatre plans d'existence (depuis le monde de l'humanité jusqu'au monde du divin), un texte d'inspiration divine, et il le considérait comme un résumé des Illuminations de la Mecque et de la Sagesse des Prophètes d'Ibn Arabi.
En 1652, Dara Shikoh donne Ḥasanāt al-ʿārefīn (« Aphorismes des initiés »), recueil de paroles de 107 saints ou initiés, que l'on peut regrouper dans la catégorie des shatahât, c'est-à-dire des paradoxes, souvent appelés locutions théopathiques, un genre dont l'un des modèles importants fut le soufi persan Bayezid Bastami. Nombre de quatrains regroupés dans ce livre sont des dits mis en vers, dus à des soufis. Le livre est en général considéré comme le dernier que Dara consacre à la littérature purement soufie.

### Hindouisme et islam
Vers la fin de 1653, Dara Shikoh s'entretient avec un sage hindou, Baba Lal Das, membre de la Kabir panthi. Le secrétaire de Dara, Chandar Bhan Brahman, a pris en note en persan ces entretiens qui furent menés en hindi et auxquels on a donné le titre de Mukâlama Bâbâ Lâl wa Dârâ Shikûh (Conversations de Baba Lal et Dara Shikuh). Louis Massignon et Clément Huart en ont donné une traduction en français en 1926, sous le titre Entretiens de Lahore. Il s'agit d'entretiens sur la mythologie comparée, qui révèlent la bonne connaissance que Dara avait de la mythologie hindoue.

#### Majma al-Bahrayn

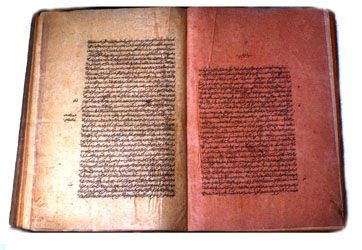
Double page du Majma-ul-Bahrain. Victoria Memorial, Calcutta.

En 1655, le Majma al-Bahrayn (« Le Confluent des deux Océans ») montre bien l'intérêt porté par Dara Shikoh aux éléments communs à l'hindouisme et l'islam — les deux océans. Il chercher à montrer le fondement moniste de ces deux religions, et voit donc dans l'hindouisme un strict monothéisme, et pour ce faire s'occupe essentiellement à montrer la correspondance entre une série de termes techniques de l'hindouisme et de l'islam. C'est son ouvrage le plus célèbre aujourd'hui.

#### Serr-e akbar
Son ultime livre, Serr-e akbar (1657), est aussi considérée comme son œuvre la plus importante. Il s'agit de la traduction en persan de cinquante-deux Upanishad, travail sans doute mené en collaboration avec des brahmanes et des pandits. Cette traduction s'intitule Sirr-e Akbar, « Le plus grand secret », titre que l'on peut aussi traduire par « Le secret d'Akbar »; Dara renverrait ainsi à la figure de son arrière-grand-père et à sa quête de la vérité ultime de toutes les religions, suggérant aussi que le secret cherché par Akabar se trouve dans les Upanishads.
Dans l'introduction, il exprime sa conviction que la vérité religieuse ne se trouve pas dans le seul Coran et dans les livres nommés explicitement dans ce texte, à savoir la Torah, les Psaumes et les Évangiles.
On trouve dans le Coran, sourate 56, verset 77-78 : « Voici en vérité un noble Coran, contenu dans un livre caché ». Or Dara Shikoh voit dans les Upanishads  ce « Livre caché ». Et puisque le Coran en parle, il est nécessaire, aux yeux de Dara que les musulmans connaissent ce « Livre caché », à savoir les Upanishads, car elles constituent « un trésor du monothéisme » et elles constituent à ses yeux la plus ancienne révélation. Dara espère que son livre « soit une aide pour les mystiques des deux fois »
C'est cet ouvrage de Dara Shikoh que l'indianiste Anquetil-Duperron utilisera pour ses Oupnek'hat Id Est Secretum Tegendum, première traduction des Upanishad en une langue européenne (le latin), publiée en 1801, révélant ainsi à l'Europe une des plus grandes œuvres de l'humanité qui fascinera nombre de penseurs et aura une influence importante en soulevant un immense intérêt pour la philosophie mystique indienne,.
On attribue aussi à Dara Shikoh une traduction de la Bhagavad Gita et du Yoga Vasishtha, mais il n'y a pas de réelle certitude à ce sujet.

## Activité artistique
Dara était également un mécène des beaux-arts, de la musique et de la danse, ce qui — pour des raisons de conformité à l'islam — déplaisait à  Aurangzeb. En fait, beaucoup de ses peintures sont très détaillées et soutiennent la comparaison avec les artistes professionnels de son époque. L’album de Dara Shikoh est un recueil qui rassemble des peintures et des calligraphies produites entre les années 1630 et sa mort. Il fut offert à Nadira Banu, son épouse, et resta en sa possession jusqu’à la mort de celle-ci, après quoi l’album fut intégré à la bibliothèque royale tandis que les inscriptions qui le reliaient à Dara Shikoh étaient délibérément effacées. Tout ne fut cependant pas vandalisé et beaucoup de calligraphies et de peintures portent encore sa marque.